# Manaus (tiểu vùng)
Manaus là một tiểu vùng thuộc bang Amazonas, Brasil, Brasil. Tiều vùng này có diện tích 41243 km², dân số năm 2007 là 1595948 người.